# Ferrarisia capparis
Ferrarisia capparis är en svampart som först beskrevs av Hansf. & Thirum., och fick sitt nu gällande namn av Arx 1962. Ferrarisia capparis ingår i släktet Ferrarisia och familjen Parmulariaceae.   Inga underarter finns listade i Catalogue of Life.